# ONEFA 2013
La ONEFA 2013 fue la octogésima tercera temporada de fútbol americano universitario en México, así como la trigésima quinta administrada por la Organización Nacional Estudiantil de Fútbol Americano (ONEFA). Participaron 17 equipos de las principales universidades del país, con la excepción de las universidades del sistema ITESM y la UDLA, que compiten en la Conferencia Premier CONADEIP. 

## Equipos participantes
| Equipo             | Universidad                               | Campus                   | Conferencia |
| ------------------ | ----------------------------------------- | ------------------------ | ----------- |
| Águilas            | Universidad Autónoma de Chihuahua         | Ciudad de Chihuahua      | 8 Grandes   |
| Águilas Blancas    | Instituto Politécnico Nacional            | Casco de Santo Tomás     | 8 Grandes   |
| Auténticos Tigres  | Universidad Autónoma de Nuevo León        | San Nicolás de los Garza | 8 Grandes   |
| Burros Blancos     | Instituto Politécnico Nacional            | Zacatenco                | 8 Grandes   |
| Centinelas         | Cuerpo de Guardias Presidenciales         | Ciudad de México         | 8 Grandes   |
| Frailes            | Universidad del Tepeyac                   | Lindavista               | 8 Grandes   |
| Linces             | Universidad del Valle de México           | Lomas Verdes             | 8 Grandes   |
| Pumas CU           | Universidad Nacional Autónoma de México   | Ciudad Universitaria     | 8 Grandes   |
| Colibríes          | Universidad del Pedregal                  | Ciudad de México         | Nacional    |
| Correcaminos       | Universidad Autónoma de Tamaulipas        | Ciudad Victoria          | Nacional    |
| Correcaminos Norte | Universidad Autónoma de Tamaulipas        | Reynosa                  | Nacional    |
| Halcones           | Universidad Veracruzana                   | Xalapa                   | Nacional    |
| Leones Cancún      | Universidad Anáhuac                       | Cancún                   | Nacional    |
| Lobos              | Universidad Autónoma de Coahuila          | Saltillo                 | Nacional    |
| Potros Salvajes    | Universidad Autónoma del Estado de México | Toluca                   | Nacional    |
| Pumas Acatlán      | Universidad Nacional Autónoma de México   | Acatlán                  | Nacional    |
| Toros Salvajes     | Universidad Autónoma Chapingo             | Texcoco                  | Nacional    |

## Temporada regular
| Semana 1               | Semana 1  | Semana 1             | Semana 1               | Semana 1         |
| Local                  | Resultado | Visitante            | Estadio                | Fecha            |
| ---------------------- | --------- | -------------------- | ---------------------- | ---------------- |
| Pumas Acatlán          | 34-3      | Halcones UV          | FES Acatlán            | 30/08/2013 15:00 |
| Colibríes              | 16-28     | Lobos UAdeC          | Campo Pumitas          | 31/08/2013 12:00 |
| Correcaminos UAT       | 14-6      | Potros Salvajes UAEM | Campo E. Alvizo Porras | 31/08/2013 16:00 |
| Correcaminos UAT Norte | 26-7      | Toros Salvajes UACH  | Campo José María Leal  | 31/08/2013 16:00 |
| Leones UA Cancún       | 29-7      | Emperadores Mayas    | Coliseo Maya           | 31/08/2013 19:00 |

| Semana 2               | Semana 2  | Semana 2          | Semana 2                | Semana 2         |
| Local                  | Resultado | Visitante         | Estadio                 | Fecha            |
| ---------------------- | --------- | ----------------- | ----------------------- | ---------------- |
| Pumas Acatlán          | 19-14     | Linces UVM        | FES Acatlán             | 06/09/2013 15:00 |
| Correcaminos UAT       | 0-42      | Auténticos Tigres | Campo E. Alvizo Porras  | 07/09/2013 11:00 |
| Toros Salvajes UACH    | 0-66      | Pumas CU          | Campo Palomo Ruiz Tapia | 07/09/2013 12:00 |
| Potros Salvajes UAEM   | 13-9      | Centinelas CGP    | Estadio Chivo Córdova   | 07/09/2013 12:00 |
| Lobos UAdeC            | 15-31     | Burros Blancos    | Campo Jorge Castro      | 07/09/2013 14:00 |
| Correcaminos UAT Norte | 0-28      | Águilas UACH      | Campo José María Leal   | 07/09/2013 15:00 |
| Halcones UV            | 0-7       | Frailes UT        | USBI Xalapa             | 07/09/2013 16:00 |
| Leones UA Cancún       | 28-40     | Águilas Blancas   | Coliseo Maya            | 07/09/2013 19:00 |
| Pumas Acatlán          | 19-14     | Linces UVM        | FES Acatlán             | 06/09/2013 15:00 |
| Correcaminos UAT       | 0-42      | Auténticos Tigres | Campo E. Alvizo Porras  | 07/09/2013 11:00 |
| Toros Salvajes UACH    | 0-66      | Pumas CU          | Campo Palomo Ruiz Tapia | 07/09/2013 15:00 |
| Leones UA Cancún       | 28-40     | Águilas Blancas   | Coliseo Maya            | 07/09/2013 19:00 |
| Lobos UAdeC            | 15-31     | Burros Blancos    | Campo Jorge Castro      | 07/09/2013 14:00 |
| Correcaminos UAT Norte | 0-28      | Águilas UACH      | Campo José María Leal   | 07/09/2013 15:00 |
| Halcones UV            | 0- 7      | Frailes UT        | USBI Xalapa             | 07/09/2013 19:00 |
| Potros Salvajes UAEM   | 13-9      | Centinelas CGP    | Estadio Chivo Córdova   | 07/09/2013 12:00 |

| Semana 3          | Semana 3  | Semana 3             | Semana 3                       | Semana 3         |
| Local             | Resultado | Visitante            | Estadio                        | Fecha            |
| ----------------- | --------- | -------------------- | ------------------------------ | ---------------- |
| Colibríes         | 3-30      | Potros Salvajes UAEM | Campo Pumitas                  | 14/09/2013 12:00 |
| Lobos UAdeC       | 45-3      | Toros Salvajes UACH  | Campo Jorge Castro             | 14/09/2013 14:00 |
| Correcaminos UAT  | 6-3       | Halcones UV          | Campo E. Alvizo Porras         | 14/09/2013 16:00 |
| Leones UA Cancún  | 14-42     | Pumas Acatlán        | Coliseo Maya                   | 14/09/2013 19:00 |
| Auténticos Tigres | 45-7      | Centinelas CGP       | Estadio Gaspar Mass            | 13/09/2013 19:00 |
| Pumas CU          | 48-14     | Burros Blancos       | Estadio Olímpico Universitario | 14/09/2013 10:00 |
| Águilas UACH      | 20-17     | Águilas Blancas      | Estadio Olímpico de la UACH    | 14/09/2013 18:00 |
| Linces UVM        | 20-7      | Frailes UT           | Estadio José Ortega Martínez   | 13/09/2013 19:00 |

| Semana 4            | Semana 4  | Semana 4               | Semana 4                     | Semana 4         |
| Local               | Resultado | Visitante              | Estadio                      | Fecha            |
| ------------------- | --------- | ---------------------- | ---------------------------- | ---------------- |
| Toros Salvajes UACH | 6-23      | Potros Salvajes UAEM   | Campo Palomo Ruiz Tapia      | 21/09/2013 15:00 |
| Lobos UAdeC         | 20-3      | Correcaminos UAT Norte | Campo Jorge Castro           | 21/09/2013 14:00 |
| Leones UA Cancún    | 7-12      | Correcaminos UAT       | Coliseo Maya                 | 21/09/2013 19:00 |
| Halcones UV         | 18-0      | Colibríes              | USBI Xalapa                  | 21/09/2013 19:00 |
| Centinelas CGP      | 7-14      | Frailes UT             | Estadio Joaquín Amaro        | 21/09/2013 10:00 |
| Águilas Blancas     | 13-59     | Auténticos Tigres      | Estadio José Ortega Martínez | 21/09/2013 10:00 |
| Burros Blancos      | 14-28     | Águilas UACH           | Estadio José Ortega Martínez | 21/09/2013 14:00 |
| Linces UVM          | 27-56     | Pumas CU               | Estadio José Ortega Martínez | 21/09/2013 19:00 |

| Semana 5             | Semana 5  | Semana 5               | Semana 5                       | Semana 5         |
| Local                | Resultado | Visitante              | Estadio                        | Fecha            |
| -------------------- | --------- | ---------------------- | ------------------------------ | ---------------- |
| Correcaminos UAT     | 14-16     | Pumas Acatlán          | Campo E. Alvizo Porras         | 28/09/2013 16:00 |
| Potros Salvajes UAEM | 7-3       | Correcaminos UAT Norte | Estadio J. J. Pichardo         | 28/09/2013 17:00 |
| Leones UA Cancún     | 37-31     | Colibríes              | Coliseo Maya                   | 28/09/2013 19:00 |
| Halcones UV          | 7-0       | Toros Salvajes UACH    | USBI Xalapa                    | 28/09/2013 19:00 |
| Auténticos Tigres    | 17-9      | Linces UVM             | Estadio Gaspar Mass            | 27/09/2013 19:00 |
| Frailes UT           | 13-14     | Águilas UACH           | Campo Cherokees                | 28/09/2013 12:00 |
| Burros Blancos       | 21-12     | Águilas Blancas        | Estadio José Ortega Martínez   | 28/09/2013 12:00 |
| Pumas CU             | 66-7      | Centinelas CGP         | Estadio Olímpico Universitario | 28/09/2013 11:00 |

| Semana 6          | Semana 6  | Semana 6               | Semana 6                     | Semana 6         |
| Local             | Resultado | Visitante              | Estadio                      | Fecha            |
| ----------------- | --------- | ---------------------- | ---------------------------- | ---------------- |
| Colibríes         | 9-38      | Pumas Acatlán          | Campo Pumitas                | 05/10/2013 12:00 |
| Leones UA Cancún  | 22-16     | Toros Salvajes UACH    | Coliseo Maya                 | 05/10/2013 19:00 |
| Halcones UV       | 24-17     | Correcaminos UAT Norte | USBI Xalapa                  | 05/10/2013 19:00 |
| Lobos UAdeC       | 26-20     | Potros Salvajes UAEM   | Campo Jorge Castro           | 05/10/2013 14:00 |
| Auténticos Tigres | 30-27     | Pumas CU               | Estadio Gaspar Mass          | 04/10/2013 19:00 |
| Burros Blancos    | 23-0      | Frailes UT             | Estadio José Ortega Martínez | 05/10/2013 10:00 |
| Águilas Blancas   | 16-14     | Centinelas CGP         | Estadio José Ortega Martínez | 05/10/2013 14:00 |
| Linces UVM        | 28-7      | Águilas UACH           | Estadio José Ortega Martínez | 04/10/2013 20:00 |

| Semana 7               | Semana 7  | Semana 7          | Semana 7                       | Semana 7         |
| Local                  | Resultado | Visitante         | Estadio                        | Fecha            |
| ---------------------- | --------- | ----------------- | ------------------------------ | ---------------- |
| Toros Salvajes UACH    | 0-41      | Pumas Acatlán     | Campo Palomo Ruiz Tapia        | 12/10/2013 15:00 |
| Correcaminos UAT Norte | 17-12     | Leones UA Cancún  | Campo José María Leal          | 12/10/2013 16:00 |
| Correcaminos UAT       | 27-6      | Colibríes         | Campo E. Alvizo Porras         | 12/10/2013 16:00 |
| Halcones UV            | 0-16      | Lobos UAdeC       | USBI Xalapa                    | 12/10/2013 19:00 |
| Centinelas CGP         | 6-42      | Burros Blancos    | Estadio Joaquín Amaro          | 12/10/2013 10:00 |
| Pumas CU               | 62-7      | Frailes UT        | Estadio Olímpico Universitario | 12/10/2013 12:00 |
| Águilas UACH           | 17-23 TE  | Auténticos Tigres | Estadio Olímpico de la UACH    | 12/10/2013 18:00 |
| Linces UVM             | 38-14     | Águilas Blancas   | Estadio José Ortega Martínez   | 11/10/2013 19:00 |

| Semana 8             | Semana 8  | Semana 8               | Semana 8                    | Semana 8         |
| Local                | Resultado | Visitante              | Estadio                     | Fecha            |
| -------------------- | --------- | ---------------------- | --------------------------- | ---------------- |
| Pumas Acatlán        | 47-10     | Correcaminos UAT Norte | FES Acatlán                 | 18/10/2013 14:00 |
| Lobos UAdeC          | 40-3      | Leones UA Cancún       | Campo Jorge Castro          | 19/10/2013 14:00 |
| Toros Salvajes UACH  | 7-22      | Correcaminos UAT       | Campo Palomo Ruiz Tapia     | 19/10/2013 15:00 |
| Potros Salvajes UAEM | 10-6      | Halcones UV            | Estadio J. J. Pichardo      | 19/10/2013 17:00 |
| Colibríes            | 14-6      | Emperadores Mayas      | Campo Colts                 | 19/10/2013 12:00 |
| Auténticos Tigres    | 29-21     | Burros Blancos         | Estadio Gaspar Mass         | 18/10/2013 19:00 |
| Centinelas CGP       | 7-17      | Linces UVM             | Estadio Joaquín Amaro       | 19/10/2013 10:00 |
| Frailes UT           | 20-17 TE  | Águilas Blancas        | Campo Perros Negros         | 19/10/2013 11:00 |
| Águilas UACH         | 0-38      | Pumas CU               | Estadio Olímpico de la UACH | 19/10/2013 18:00 |

| Semana 9               | Semana 9  | Semana 9          | Semana 9                     | Semana 9         |
| Local                  | Resultado | Visitante         | Estadio                      | Fecha            |
| ---------------------- | --------- | ----------------- | ---------------------------- | ---------------- |
| Pumas Acatlán          | 21-14     | Lobos UAdeC       | FES Acatlán                  | 25/10/2013 14:00 |
| Toros Salvajes UACH    | 14-6      | Colibríes         | Campo Palomo Ruiz Tapia      | 26/10/2013 14:00 |
| Correcaminos UAT Norte | 31-33     | Correcaminos UAT  | Campo José María Leal        | 26/10/2013 16:00 |
| Potros Salvajes UAEM   | 45-12     | Leones UA Cancún  | Estadio J. J. Pichardo       | 26/10/2013 17:00 |
| Centinelas CGP         | 2-7       | Águilas UACH      | Estadio Joaquín Amaro        | 26/10/2013 10:00 |
| Frailes UT             | 14-28     | Auténticos Tigres | Campo Cherokees              | 26/10/2013 12:00 |
| Águilas Blancas        | 0-49      | Pumas CU          | Estadio Hidalgo              | 27/10/2013 12:00 |
| Linces UVM             | 15-27     | Burros Blancos    | Estadio José Ortega Martínez | 25/10/2013 19:00 |

| Semana 10              | Semana 10 | Semana 10     | Semana 10              | Semana 10        |
| Local                  | Resultado | Visitante     | Estadio                | Fecha            |
| ---------------------- | --------- | ------------- | ---------------------- | ---------------- |
| Correcaminos UAT       | 20-38     | Lobos UAdeC   | Campo E. Alvizo Porras | 02/11/2013 16:00 |
| Correcaminos UAT Norte | 35-3      | Colibríes     | Campo José María Leal  | 02/11/2013 16:00 |
| Potros Salvajes UAEM   | 9-10      | Pumas Acatlán | Estadio J. J. Pichardo | 02/11/2013 17:00 |
| Leones UA Cancún       | 0-34      | Halcones UV   | Coliseo Maya           | 02/11/2013 19:00 |

### Standings
| Conferencia de los 8 Grandes | Conferencia de los 8 Grandes | Conferencia de los 8 Grandes |
| Equipo                       | Record                       | Cociente                     |
| ---------------------------- | ---------------------------- | ---------------------------- |
| (1) Auténticos Tigres        | 8-0                          | 1.000                        |
| (2) Pumas CU                 | 7-1                          | 0.875                        |
| (3) Linces UVM México        | 4-4                          | 0.500                        |
| (4) Águilas UACH             | 5-3                          | 0.625                        |
| Burros Blancos               | 5-3                          | 0.625                        |
| Frailes UT                   | 3-5                          | 0.375                        |
| Águilas Blancas              | 2-6                          | 0.250                        |
| Centinelas                   | 0-8                          | 0.000                        |

| Conferencia Nacional      | Conferencia Nacional | Conferencia Nacional |
| Equipo                    | Record               | Cociente             |
| ------------------------- | -------------------- | -------------------- |
| (1) Pumas Acatlán         | 9-0                  | 1.000                |
| (2) Lobos UAdeC           | 7-2                  | 0.777                |
| (3) Correcaminos Victoria | 6-3                  | 0.666                |
| (4) Potros Salvajes       | 6-3                  | 0.666                |
| Halcones UV               | 4-5                  | 0.444                |
| Correcaminos Reynosa      | 3-6                  | 0.333                |
| Leones UA-Cancún          | 2-7                  | 0.222                |
| Toros Salvajes            | 1-8                  | 0.111                |
| Colibríes UdelP           | 0-8                  | 0.000                |

     Clasificado a Postemporada
(n) Ranking final

## Postemporada

### Conferencia de los 8 Grandes
|  | Semifinales                                     | Semifinales |    |  | Final                                         | Final |  |
|  |                                                 |             |    |  |                                               |       |  |
|  | Estadio Gaspar Mass 01/11/2013 19:00            |             |    |  |                                               |       |  |
|  | Auténticos Tigres                               | 17          |    |  |                                               |       |  |
|  | Águilas UACH                                    | 7           |    |  |                                               |       |  |
|  |                                                 |             |    |  |                                               |       |  |
|  |                                                 |             |    |  | Estadio Universitario (UANL) 08/11/2013 19:00 |       |  |
|  |                                                 |             |    |  | Auténticos Tigres                             | 16    |  |
|  |                                                 | Pumas CU    | 28 |  |                                               |       |  |
|  |                                                 |             |    |  |                                               |       |  |
|  |                                                 |             |    |  |                                               |       |  |
|  |                                                 |             |    |  |                                               |       |  |
|  | Estadio Olímpico Universitario 02/11/2013 11:00 |             |    |  |                                               |       |  |
|  | Pumas CU                                        | 38          |    |  |                                               |       |  |
|  | Linces UVM                                      | 7           |    |  |                                               |       |  |

### Conferencia Nacional
|  | Semifinales                         | Semifinales |    |  | Final                        | Final |  |
|  |                                     |             |    |  |                              |       |  |
|  | FES Acatlán 08/11/2013 14:00        |             |    |  |                              |       |  |
|  | Pumas Acatlán                       | 21          |    |  |                              |       |  |
|  | Potros Salvajes UAEM                | 9           |    |  |                              |       |  |
|  |                                     |             |    |  |                              |       |  |
|  |                                     |             |    |  | FES Acatlán 15/11/2013 14:00 |       |  |
|  |                                     |             |    |  | Pumas Acatlán                | 45    |  |
|  |                                     | Lobos UAdeC | 38 |  |                              |       |  |
|  |                                     |             |    |  |                              |       |  |
|  |                                     |             |    |  |                              |       |  |
|  |                                     |             |    |  |                              |       |  |
|  | Campo Jorge Castro 09/11/2013 14:00 |             |    |  |                              |       |  |
|  | Lobos UAdeC                         | 40          |    |  |                              |       |  |
|  | Correcaminos UAT                    | 25          |    |  |                              |       |  |

### Campeonato ONEFA
| Casco           |        |               |
| Brazo izquierdo | Cuerpo | Brazo derecho |
| Pantalones      |        |               |
| Medias          |        |               |
| UNAM            |        |               |

| 9 de noviembre de 2013, 19:00 Estadio Universitario (UANL) — 30,000 espectadores                                                           |    |    |    |    |
| \| Equipo \| 1C \| 2C \| 3C \| 4C \| \| ------ \| -- \| -- \| -- \| -- \| \| UNAM \| 0 \| 14 \| 0 \| 14 \| \| UANL \| 0 \| 13 \| 3 \| 0 \| |    |    |    |    |
| Equipo | 1C | 2C | 3C | 4C |
| UNAM | 0  | 14 | 0  | 14 |
| UANL | 0  | 13 | 3  | 0  |

| Equipo | 1C | 2C | 3C | 4C |
| ------ | -- | -- | -- | -- |
| UNAM   | 0  | 14 | 0  | 14 |
| UANL   | 0  | 13 | 3  | 0  |

| Casco           |        |               |
| Brazo izquierdo | Cuerpo | Brazo derecho |
| Pantalones      |        |               |
| Medias          |        |               |
| UANL            |        |               |